# فرودگاه بخش ریدلاندر اونئیدا
 فرودگاه بخش ریدلاندر اونئیدا (به انگلیسی: Rhinelander-Oneida County Airport) یک فرودگاه همگانی با کد یاتا RHI است که یک باند فرود بتن دارد و طول باند آن ۲۰۷۲ متر است. این فرودگاه در کشور ایالات متحده آمریکا قرار دارد و در ارتفاع ۴۹۵ متری از سطح دریا واقع شده است.